# Pyotr Pakhtusov
Pyotr Kuzmich Pakhtusov (em russo:  Петр Кузьмич Пахтусов) (1800, Kronstadt - 19 de novembro de 1835, Arkhangelsk) foi um investigador russo e exploradorártico. A ele é creditado o primeiro mapeamento de toda a Novaya Zemlya.
Entre 1832 e 1835 Pakhtusov assumiu duas jornadas exploratórias à Novaya Zemlya. Ele passou o inverno em duas ilhas, em duas ocasiões, e tomou observações meteorológicas detalhadas. 
Pakhtusov cuidadosamente mapeou partes do sul e orientais de Novaya Zemlya com o explorador assistente e cartógrafo Avgust Tsivolko durante os dois últimos anos da expedição. Agradecimentos foram feitos ao seu trabalho nos primeiros mapas confiáveis dos litorais do sul de Novaya Zemlya e parte da linha costeira da ilha do norte, que foram publicados.
Uma ilha pequena no litoral oriental de Novaya Zemlya e um grupo de ilhas no Arquipélago Nordenskiöld receberam o nome de Pyotr Kuzmich Pakhtusov.